# Turčija na Svetovnem prvenstvu v hokeju na ledu 2002
Turčija na Svetovnem prvenstvu v hokeju na ledu 2002 D2, ki je potekalo med 31. marcem in 6. aprilom 2002 v južnoafriškem mestu Cape Town. V divizijo I svetovnega hokeja je vodilo prvo mesto na turnirju. 

## Postava
- Selektor: Oleg Zak (pomočnik: Serhat Enyüce)
- Vratarji: Omer Aybers, Mecit Yüksel
- Branilci: Ozan Güven, Kuntay Oget, Utku Galip Hamarat, Deniz İnce, Burç Eryiğit, Göktürk Tasdemir, Cengiz Akyıldız
- Napadalci: Koray E. Bakir, Argun Ture, Emrah Özmen, Onur Polatoğlu, Omer Yılmaz Arasan, Tuğcan Ayyıldız, Erhan Üretmen, Tolga Akel, Erdoğan Coşkun, Bekir Akgül, Kubilay Çiçek, Eren Ergin, Tuğrul Buğra